# Plecia nitidicollis
Plecia nitidicollis är en tvåvingeart som beskrevs av Edwards 1931. Plecia nitidicollis ingår i släktet Plecia och familjen hårmyggor. Inga underarter finns listade i Catalogue of Life.